# Погубљење Луја XVI
Погубљење Луја XVI извршено је 21. јануара 1793. године на Тргу револуције (некада Трг краља Луја, данас Трг Конкорд). Представља догађај из Француске револуције током владавине жирондинаца. Након револуције од 10. августа 1792. године, краљ Луј је збачен са престола и затворен у тврђави Темпл. Погубљен је почетком следеће године, 21. јануара 1793. Његова супруга, Марија Антоанета, је погубљена 16. октобра 1793. године. Луј представља прву жртву револуционарног терора јакобинаца. 

## Историја
Процес француском краљу појачао је неслогу у Конвенту између Монтање и Жиронде. Жиронда није показивала журбу да покрене процес; потајно је желела да га одгоди пошто су жирондинци били подељени по том питање, али већина није била за погубљење краља. Дантон је говорио да, буде ли се судило краљу, биће погубљен. Жиронда га је могла оптужити што се противио 10. августу. Сен Жист је у свом говору називао краља непријатељем и странцем. Тајне везе краља са Аустријом потврдило је откриће „гвозденог ормара“ уграђеном у зиду дворца по наређењу Луја и докумената који су се у њему налазили. То је онемогућило одгађање процеса. Он је отпочео 11. децембра 1792. године читањем оптужнице коју је припремио Линде. Жирондинци нису могли спречити процес. Суђење краљу одржано је на седници 14. јануара 1793. године. Краљ је након четвородневног суђења једногласно проглашен кривим за велеиздају, изузев неколико суздржаних гласова. За смртну казну изјаснило се 387 насупрот 334 посланика. Краљ је погубљен 21. јануара 1793. године гиљотином. Пресуду је извршио Шарл Анри Сансон, званични џелат Краљевине Француске током Лујеве владавине; сада џелат француских револуционара. Убиство краља погодила је древни божански карактер власти. Луј је убијен као обичан човек. Конвент је порушио мостове иза себе. Европа је започела рат против револуционарне Француске пошто је убиство краља покренуло разне реакције широм европе и унело страх европским владарима да би се револуција из Француске могла прелити и на њихове територије, док су други који су и подржавали велику политичку реформу осудили погубљење као чин бесмисленог крвопролића и видели га као знак да је Француска упала у стање насилног и аморалног хаоса. 
Краљева смрт је охрабрила револуционаре широм земље, који су наставили да радикално мењају француску политичку и друштвену структуру у наредних неколико година. Девет месеци након Лујеве смрти, његова супруга Марија Антоанета, бивша француска краљица, доживела је исту судбину на гиљотини на истој локацији у Паризу. 
Краљ Луј је након покушаја бега ухапшен и заједно са својом супругом, двоје деце и његовом млађом сестром смештен у затвор Темпл у Паризу. 
Једногласна одлука Конвенције о укидању монархије 21. септембра 1792. године и каснијем оснивању Француске Републике, оставила је судбину бившег краља отвореном за дебату. Основана је комисија да испита доказе против њега, док је Одбор за законодавство Конвенције разматрао правне аспекте сваког будућег суђења. Максимилијен Робеспјер је 13. новембра изјавио у Конвенцији да Устав који је сам Луј прекршио и који је прогласио његову неповредивост, сада не може да се користи у његовој одбрани. Дана 20. новембра, мишљење се оштро окренуло против Луиса након открића тајног сефа у зиду и 726 докумената који се састоје од краљеве комуникације са банкарима и министрима. Пошто питање краљеве судбине сада заокупља јавни дискурс, Робеспјер је одржао говор који би дефинисао реторику и ток Лујевог суђења. Робеспјер је тврдио да свргнути краљ сада може да функционише само као претња слободи и националном миру и да чланови Скупштине не би требало да буду непристрасне судије, већ државници са одговорношћу да обезбеде јавну безбедност. Налажење тих тајних докумената је запечатило судбину бившег краља на основу којих је проглашен за велеиздајника. 
Већина монтањара се залагала за погубљење, док су жирондинци били подељени и мање радикални. Неки жирондинци су се залагали за краљевску неповредивост, други за помиловање, а трећи заговарали мање казне или протеривање. Највећи заговорник смакнућа краља, Робеспјер је успео да убеди већину и краљевско погубљење је изгласано са 424 гласа за и 287 гласа против. 